# Sudety Kamienna Góra

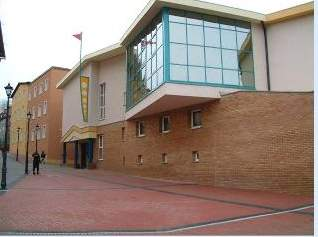
Hala sportowa MKS Sudety Kamienna Góra przy ZSZiO

MKS Sudety Kamienna Góra – polska męska drużyna siatkarska z Kamiennej Góry, która dwukrotnie była bliska wejścia do I ligi, przegrywając w barażach. W połowie sezonu 2010/2011 klub został rozwiązany z powodu braku środków finansowych.

## Historia
Międzyszkolny Klub Sportowy "Sudety" powstał w 1979 roku. Oprócz sekcji piłki siatkowej mężczyzn i narciarstwa biegowego działały w nim sekcje siatkówki kobiet oraz narciarstwa alpejskiego. Dwie ostatnie zostały jednak zlikwidowane. 
Od 2002 roku drużyna siatkówki mężczyzn grała w III lidze.
W sezonie 2005/2006 siatkarze wywalczyli awans do II ligi. Występują w niej jako "MKS Sudety-Meblomarket".
W sezonie 2007/2008 drużyna z Kamiennej Góry zajęła 1. miejsce w grupie. W barażach o wejście do I ligi przegrała z MKS MOS Będzin w stosunku meczów 2:3. Mimo porażki, sezon 2007/2008 był najbardziej udany w karierze kamiennogórskiej drużyny.
W sezonie 2008/2009 Kamiennogórzanie zajęli 2. miejsce w rundzie zasadniczej. W I rundzie play-off trafili na Rosiek Syców, z którym przegrali w stosunku meczów 3:1. Drużyna ukończyła sezon na miejscu 3.
Rundę zasadniczą sezonu 2009/2010 Sudety zakończyły na 2. miejscu. Kamiennogórzanie zwyciężyli z drużynami Czarni Rząśnia oraz EKS Skra Bełchatów. W Turnieju Mistrzów o wejście do I ligi w Będzinie zajęli ostatnie miejsce. Również w barażach o miejsce w I lidze ulegli spadkowiczom z I ligi i nie awansowali do wyższych rozgrywek.
Początek sezonu 2010/2011 przyniósł nieoczekiwane problemy finansowe. Nikt jednak nie spodziewał się rozpadu klubu. Ostatni trening rozegrano 4 stycznia 2011. Tego samego dnia klub oficjalnie rozwiązano.